# OKl11
OKl11 – polskie oznaczenie austriackiego parowozu  serii kkStB 129 o układzie osi 1'C1'. Parowóz wykorzystywał parę nasyconą i silnik sprzężony. Zbudowano 239 lokomotyw tej serii. W okresie międzywojennym na PKP pracowało 11 maszyn tej serii